# ビジネスパーク
ビジネスパーク（英語：business park）またはオフィスパーク（office park）は、複数のオフィスビルが集まっている建物、地域の総称である。

## 日本のビジネスパーク
- 横浜ビジネスパーク
- 大阪ビジネスパーク

## 欧州のビジネスパーク
2016年、リトアニアではビリニュス市と民間投資家の共同出資により9万平方メートルの敷地に8,000平方メートルのオフィススペースを持つ「ビリニュス・テック・パーク」が開設された。 